# Alena Holst
Alena Holst (* 1997) ist eine deutsche Unihockeyspielerin, die in der Schweiz beim Nationalliga-A-Verein UHC Laupen unter Vertrag steht.

## Karriere
Holst begann erst im Alter von 14 Jahren mit Unihockey, um Lücken im Team ihrer Schwester zu füllen. Drei Jahre später gehörte sie bereits dem Kader der deutschen U19-Unihockeynationalmannschaft an, an der U-19-Floorball-Weltmeisterschaft 2016 war sie Kapitän des Teams, das das Finale der B-Division gewann.
Im Sommer 2014 war die Norddeutsche mit 17 Jahren in die Schweiz gezogen, um ihr Spiel zu verbessern. Sie spielte zuerst in der U21-Mannschaft des UHC Laupen und seit 2017 in der ersten Mannschaft. In der Schweiz begann sie auch eine berufliche Ausbildung.
Seit 2016 gehört sie dem Kader der deutschen Floorballnationalmannschaft an. Als Kapitän führte sie die Mannschaft an die Weltmeisterschaft 2019.